# Porcellidium unicus
Porcellidium unicus is een eenoogkreeftjessoort uit de familie van de Porcellidiidae. De wetenschappelijke naam van de soort is voor het eerst geldig gepubliceerd in 1970 door Ummerkutty.